# Fredegonda
Fredegonda (Montdidier, 545 circa – Parigi, 597) fu regina dei Franchi di Neustria, tra il 568 e il 584, in quanto terza moglie di Chilperico I.

## Biografia
Secondo il vescovo Gregorio di Tours (538 – 594) Fredegonda, di cui non si conoscono gli ascendenti, fu la terza moglie di Chilperico I.
Era entrata come serva alla corte di Soissons, dove venne delegata al servizio della regina Audovera, ma la sua grande bellezza venne notata dal re Chilperico, che ne fece la sua favorita. Con il tempo divenne anche uno dei più ascoltati consiglieri del sovrano e la sua influenza politica crebbe a dismisura.
Il re dei Franchi di Austrasia del nord-ovest, Chilperico I, nel quadro di una politica di amicizia con il confinante regno dei Visigoti, invidioso del fratellastro, il re dei Franchi di Austrasia Sigeberto I, che aveva sposato la principessa visigota Brunechilde (Mérida, penisola iberica circa 543 – Renève, Borgogna, autunno 613) (Brunechilde, oltre ad essere bella, intelligente ed istruita, aveva portato una ricca dote), decise di unirsi in matrimonio alla sorella di quest'ultima, Galsuinda, e chiese ad Atanagildo la sua mano, che non gli fu rifiutata.
Chilperico, dopo avere ripudiato la prima moglie Audovera ed avere allontanato da sé Fredegonda, sposò Galsuinda.
Non molto tempo dopo però Fredegonda tornò ad essere la concubina di Chilperico e l'ambiente per Galsuinda divenne ostile in quanto tra le due donne vi furono frequenti litigi. Galsuinda, pur avendo abbandonato l'arianesimo, chiese il permesso di tornare in patria, lasciando al marito la ricca dote. Il marito, con giuste parole, riuscì a lusingarla, e Galsuinda abbandonò il suo proposito. Chilperico però, forse istigato dall'amante, nel 568 fece uccidere Galsuinda (secondo Gregorio di Tours la fece strangolare nel letto da un servo).

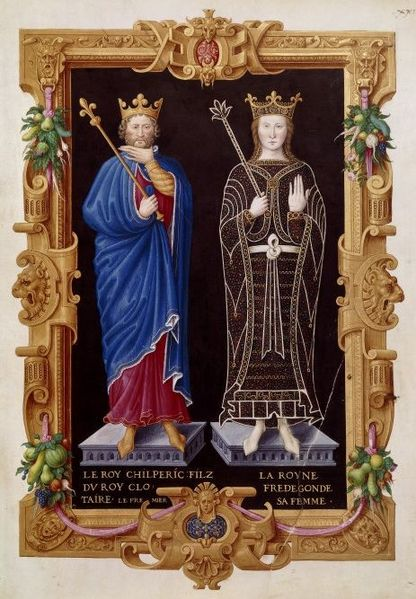
Chilperico I e Fredegonda in una miniatura di Jean du Tillet (1500 circa)

Fredegonda, nel 568, poté finalmente sposare Chilperico: l'omicidio di Galsuinda però diede origine a una guerra civile che a più riprese mise la Neustria, di cui nel frattempo Chilperico era divenuto re, contro l'Austrasia, e che si concluse solo nel 613 con la vittoria di Clotario II, figlio di Chilperico e Fredegonda, su Brunechilde e il suo pronipote Sigeberto II, in nome del quale reggeva il trono.
Sigeberto I, sollecitato dalla moglie Brunechilde, per vendicare la morte della cognata Galsuinda mosse guerra a Chilperico e solo dopo una serie di battaglie vittoriose, con la mediazione del fratello Gontrano, chiese ed ottenne che i territori che Galsuinda aveva portato in dote al marito (Limoges, Cahors) passassero al patrimonio di sua moglie Brunechilde.
Nel 575 la guerra tra Chilperico e Sigeberto riprese e quest'ultimo occupò la Neustria e ne venne acclamato re. Subito dopo però venne fatto assassinare da due sicari di Fredegonda.
Chilperico dopo la morte di Sigeberto catturò Brunechilde, che fu tenuta prigioniera a Rouen da cui però riuscì rocambolescamente a fuggire. Riconquistò dunque il suo regno in nome del figlioletto Childeberto II, di soli cinque anni. Le città di Poitiers e Tours rimasero nelle mani di Chilperico.

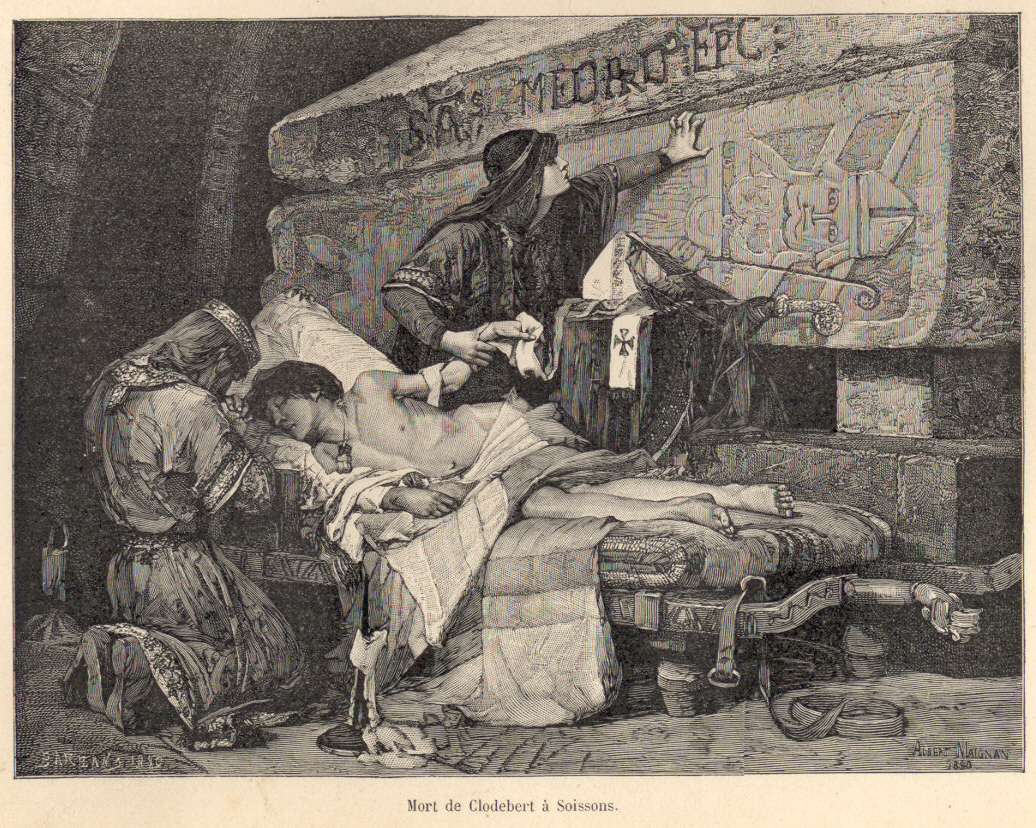
Morte di Clodeberto per dissenteria.

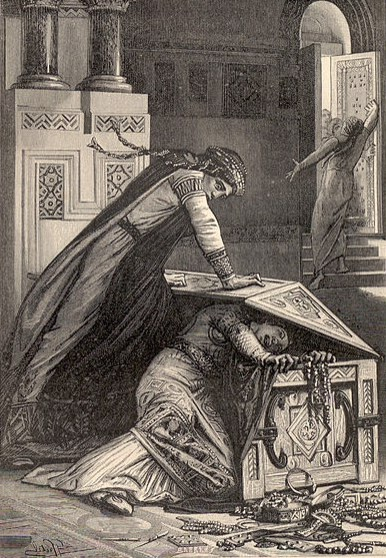
Fredegonda cerca di uccidere la propria figlia, Rigonda.

Fredegonda, per assicurare il trono ai figli avuti da Chilperico, prendendo a pretesto il matrimonio celebrato segretamente tra Brunechilde e il secondogenito di Audovera, Meroveo, avvenuto verso il 576, fece uccidere Meroveo e fece esiliare san Pretestato, colpevole di avere celebrato le nozze e di avere pubblicamente denunciato i crimini di Fredegonda.
In un secondo tempo, verso il 580, fu assassinato anche l'ultimo figlio maschio di Audovera, Clodoveo.
 In quello stesso anno però i suoi due figli maschi ancora in vita erano morti per un attacco di dissenteria.
Subito dopo la nascita dell'ultimo figlio Clotario II, nel 584, Chilperico morì, ucciso da uno sconosciuto che riuscì a dileguarsi (secondo l'Ex chronico S. Medardi suessionensis Fredegonda fu la mandante dell'omicidio del marito, dopo avere scoperto che lui la tradiva) e Fredegonda assunse la reggenza in nome del figlio: ebbe buoni rapporti con suo cognato Gontrano, re di Burgundia, che però aveva nominato suo erede al trono Childeberto II, figlio di Brunechilde e Sigeberto I, mentre continuò a tramare contro Brunechilde.
Dopo la morte di Gontrano (592) Fredegonda invase la Borgogna, che ora costituiva un unico regno con l'Austrasia, e sconfisse gli austrasiani a Leucofao (596) prendendo Parigi, ma, secondo Fredegario, morì l'anno dopo, sempre a Parigi, dove fu sepolta accanto al marito nel monastero di San Vincenzo, che in seguito divenne famoso con il nome di abbazia di Saint-Germain-des-Prés.
Il potere fu assunto dal figlio tredicenne, Clotario II.
Gregorio di Tours la descrive come una donna avida, ambiziosa e crudele, mentre Venanzio Fortunato le dedicò diversi panegirici, tra cui:
(Venanzio Fortunato)
Anche l'autrice Christine de Pizan nel libro La Cittá delle dame la menziona "Malgrado la sua crudeltà, innaturale per una donna, governò il regno di Francia dopo la morte del suo sposo con grande saggezza, in un momento di grave incertezza e pericolo, poiché l'unico erede era il figlio Clotario, ancora fanciullo" eccetera.

## Discendenza
Fredegonda a Chilperico I diede sei figli:
- Rigonda (569 - ?), fidanzata, nel 584, con Recaredo, l'erede al trono del regno dei Visigoti[11][12]
- Clodeberto (?-Soissons 580), morto di dissenteria[7]
- Sansone (573-577), morto per la febbre causata dalla diarrea prima di compiere cinque anni[13]
- Dagoberto (circa 579-580), morto infante[7]
- Teodorico (circa 582-583), morto infante per la dissenteria[14][12]
- Clotario (primavera 584-18 ottobre 629), che successe al padre come re di Neustria e Aquitania e dal 614 fu re di tutti i Franchi.

### Fonti primarie
- (LA)  Gregorio di Tours, Historia Francorum Testo disponibile su Wikisource.
- (LA)  Rerum Gallicarum et Francicarum Scriptores, tomus tertius.

### Letteratura storiografica
- Christian Pfister, La Gallia sotto i Franchi merovingi. Vicende storiche, in Storia del mondo medievale, Cambridge, Cambridge University Press, 1999,  pp. 688-711.
- Christian Pfister, La Gallia sotto i Franchi merovingi, istituzioni, in Storia del mondo medievale, Cambridge, Cambridge University Press, 1999,  pp. 712-742.